# Alfa Romeo DNA
L'Alfa Romeo DNA (acronimo di Dynamic, Normal, Advanced Efficiency, che sono le tre modalità di funzionamento) è un sistema di controllo dei veicoli dell'Alfa Romeo introdotto nel 2008 e progressivamente affinato, che interviene sull'elettronica e sulle parti meccaniche delle vetture al fine di regolarne il comportamento stradale e le doti dinamiche.

## Contesto

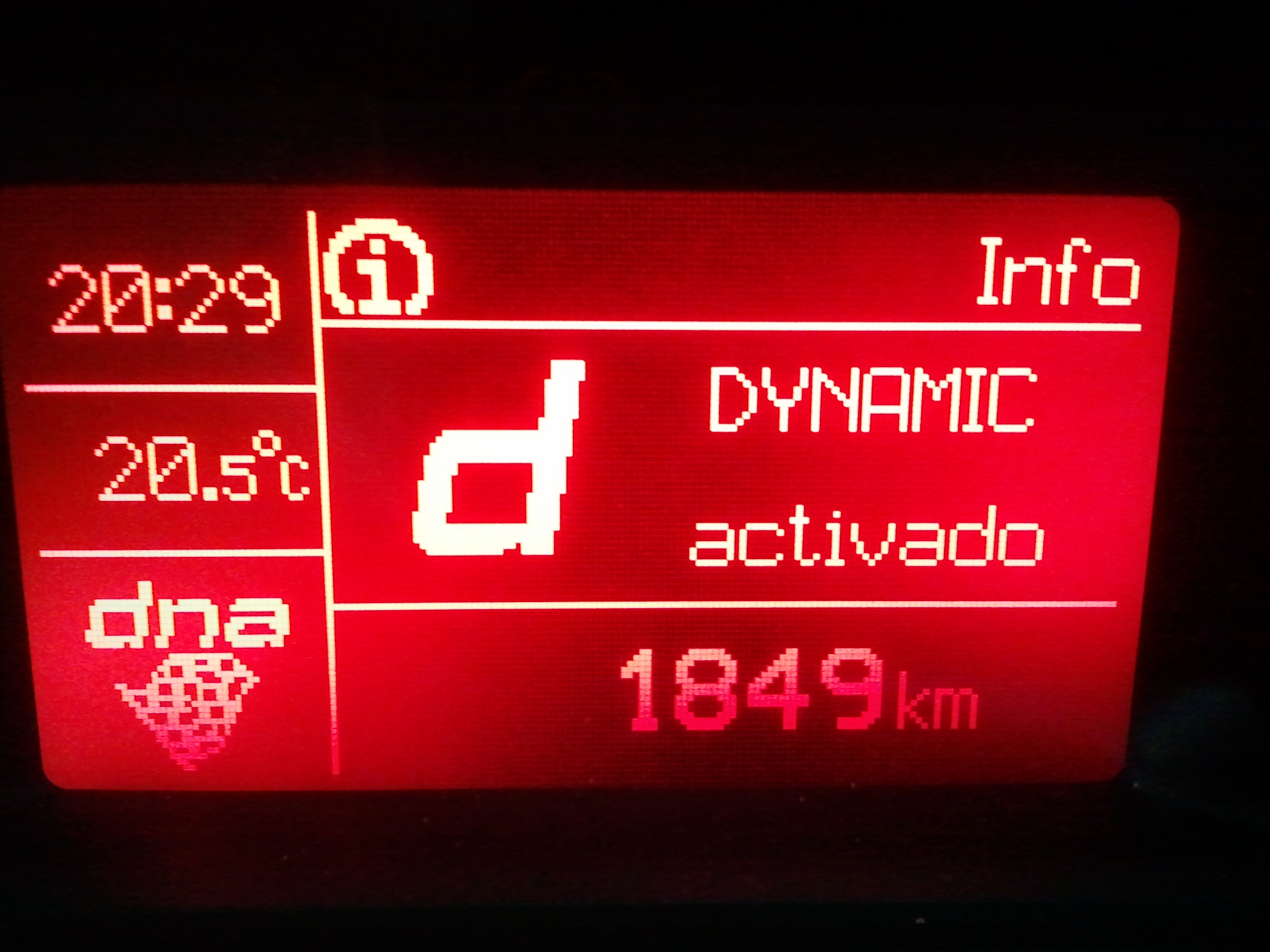
Quadro strumenti informativo del computer di bordo del sistema DNA in modalità Dynamic

Si tratta di uno strumento presente sulle vetture Alfa Romeo di nuova generazione e azionabile tramite un manettino a bilanciere, che consente di impostare 3 livelli di taratura per freni, sterzo, cambio (se di tipo automatico TCT), gestione motore e soglie di intervento dei controlli elettronici ABS e VDC (sigla con cui l'Alfa Romeo identifica l'ESP), scegliendo tra una modalità sportiva (denominata Dynamic), normale (Normal) e per fondi a bassa aderenza (All Weather, utilizzabile in qualsiasi situazione climatica). Nel 2016, con la messa in commercio dell'Alfa Romeo Giulia, la modalità All Weather viene sostituita dal programma Advanced Efficiency (alta efficienza) per il risparmio energetico e per contenere i consumi di carburante e le emissioni di sostanze inquinanti.
Il sistema permette, anche in condizioni di aderenza precaria, un aumento della sicurezza di guida o viceversa riduce gli interventi elettronici sul comportamento stradale per aumentare le doti dinamiche della vettura, oltre che regolare fisicamente l'assetto delle vetture in allestimento più sportivo intervenendo direttamente sulla regolazione delle sospensioni. Il nome è ispirato al codice genetico o DNA, come a sottolineare l'impronta sportiva della casa automobilistica.

## Diffusione
Il sistema DNA esordisce con il modello Alfa Romeo MiTo, nel 2008; successivamente viene installato anche nella Giulietta del 2010, sulla 4C nel 2013, sulla Giulia nel 2016 e sulla Stelvio nel 2017.

## DNA, Q2 ed EQ2

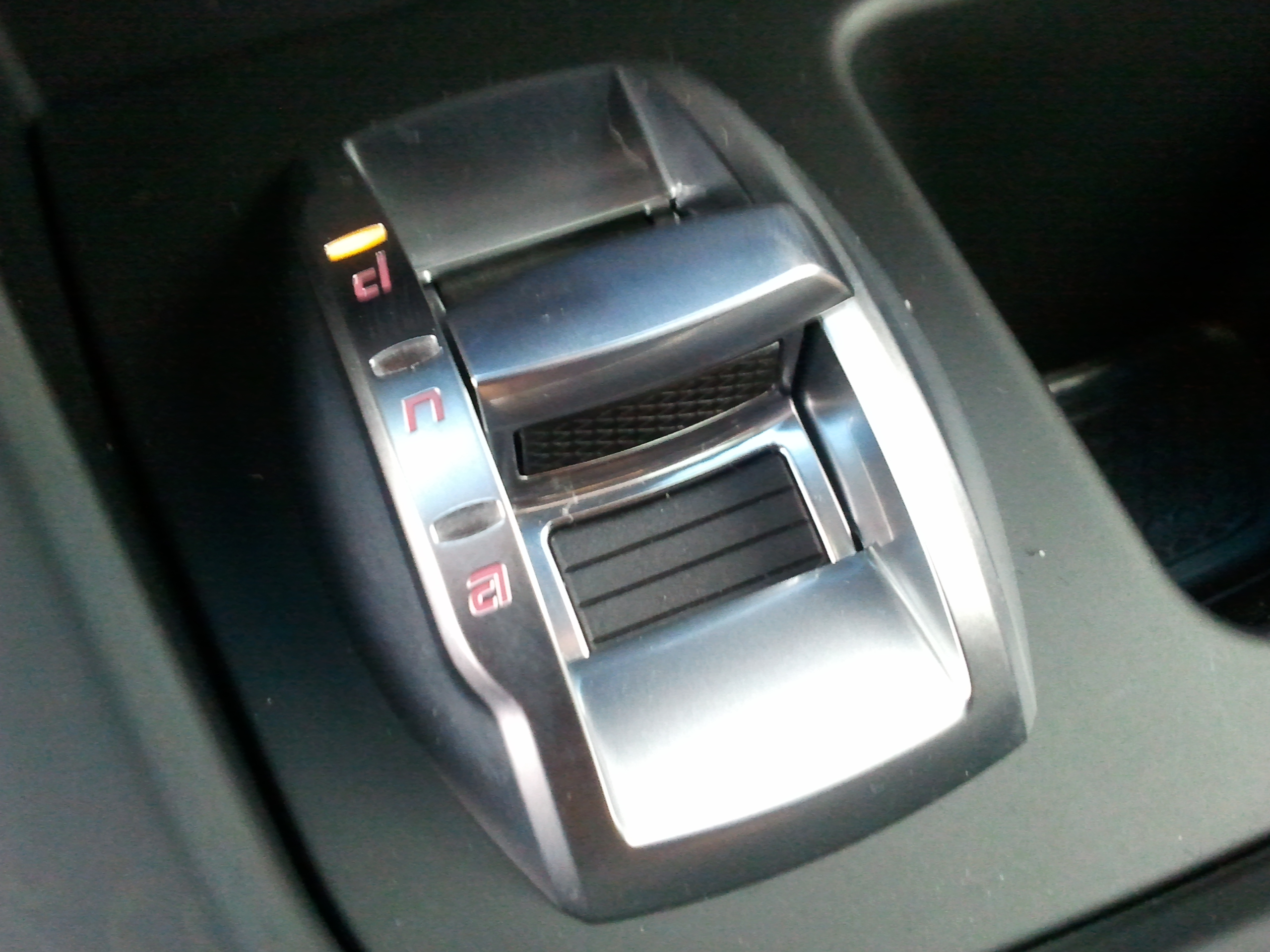
Manettino a bilanciere del sistema DNA

Prima dell'arrivo sul mercato del DNA, la casa automobilistica italiana aveva installato sulla 147 e sulla GT un differenziale meccanico autobloccante Torsen (detto anche "a slittamento limitato") insieme al Q2, un nuovo dispositivo che agiva sulle sospensioni per migliorarne la risposta alla spinta del motore. Nel 2008 il Q2 venne sostituito da un sistema elettronico, industrialmente denominato EQ2, che ne simulava gli effetti, mediante l'intervento differenziato sui freni anteriori ottenuto grazie ai sensori e gli attuatori dell'ABS già presenti sulla vettura. In contemporanea all'EQ2 nacque il DNA. Trattandosi di un sistema interamente elettronico, con il DNA i progettisti Alfa Romeo ebbero la possibilità di conciliare la volontà del pilota con le diverse condizioni d'aderenza, ottimizzando l'erogazione in base alle situazioni.